# Urbino
Urbino [urˈbiːno] ist eine italienische Gemeinde (comune) mit 13.819 Einwohnern (Stand 31. Dezember 2023) in der Provinz Pesaro und Urbino, Region Marken. Sie ist Sitz der römisch-katholischen Erzdiözese Urbino-Urbania-Sant’Angelo in Vado. Urbino ist wegen Architektur und Kulturgeschichte Teil des Weltkulturerbes. In der Renaissance erlebte die Stadt eine Blütezeit, in die unter anderem auch die Gründung der Universität (1506) fiel. Der bedeutendste Herrscher des Herzogtums Urbino war Federico da Montefeltro. Urbino trägt den Ehrentitel einer Stadt.

## Geographie
Die Kleinstadt liegt in Luftlinie etwa 30 km südwestlich von Pesaro auf der orographisch linken Seite des mittleren, vom Fluss Metauro durchflossenen gleichnamigen Tales, auf einem kleinen Hügel am Rand des nördlichen Apennins auf 485 m s.l.m.
Das Gemeindegebiet erstreckt sich auf über 228 Quadratkilometer und umfasst neben dem Gemeindesitz in Urbino weitere 14 Fraktionen: Ca’ Mazzasette, Canavaccio, Cavallino, Coldelce, Forcuini, La Marcella, La Torre, Paganico, Pozzuolo, Pieve di Cagna, Repuglie, Scotaneto, Schieti, Trasanni.

## Geschichte
Die kleine römische Stadt Urbinum Mataurense (deutsch: Die kleine Stadt am Fluss Mataurus) wurde im 6. Jahrhundert in der Zeit der Gotenkriege zu einer wichtigen strategischen Festung, im Rahmen dieser Auseinandersetzungen 538 durch Belisar erobert und fortan häufiger durch den byzantinischen Historiker Prokopios erwähnt. Obwohl Pippin Urbino dem Papst verkaufte, bestanden stets Unabhängigkeitsbestrebungen der Stadt.
Antonio von Montefeltro († 1184?), Burgherr zu Montecopiolo und San Leo, wurde 1155 von Kaiser Friedrich Barbarossa zum Reichsvikar für Urbino (als vom Kaiser beanspruchtes Territorium in Reichsitalien) ernannt. Sein Sohn Montefeltrano I. (ca. 1135 – 1202) wurde ebenfalls Reichsvikar in Urbino und vermutlich zum Grafen von Montefeltro erhoben. 1213 wurden zwei seiner Söhne von Kaiser Friedrich II. mit der Grafschaft Urbino belehnt. Das Stadtwappen ist bis heute das Familienwappen der Montefeltro, ergänzt um den Reichsadler. Die Grafen übten Druck auf die Stadt aus, was 1228 zu einer Rebellion der Bewohner führte, die sich mit den Einwohnern von Rimini zusammenschlossen und die Herrschaft über die Stadt 1234 vorübergehend wiedererlangten. 1384 unterstellte sich auch die Stadt Gubbio, im Kampf mit ihrem Bischof, den Montefeltro. Das Haus Montefeltro stieg 1443 infolge Erhebung durch Papst Eugen IV. zu Herzögen von Urbino auf.

### Herzöge von Urbino

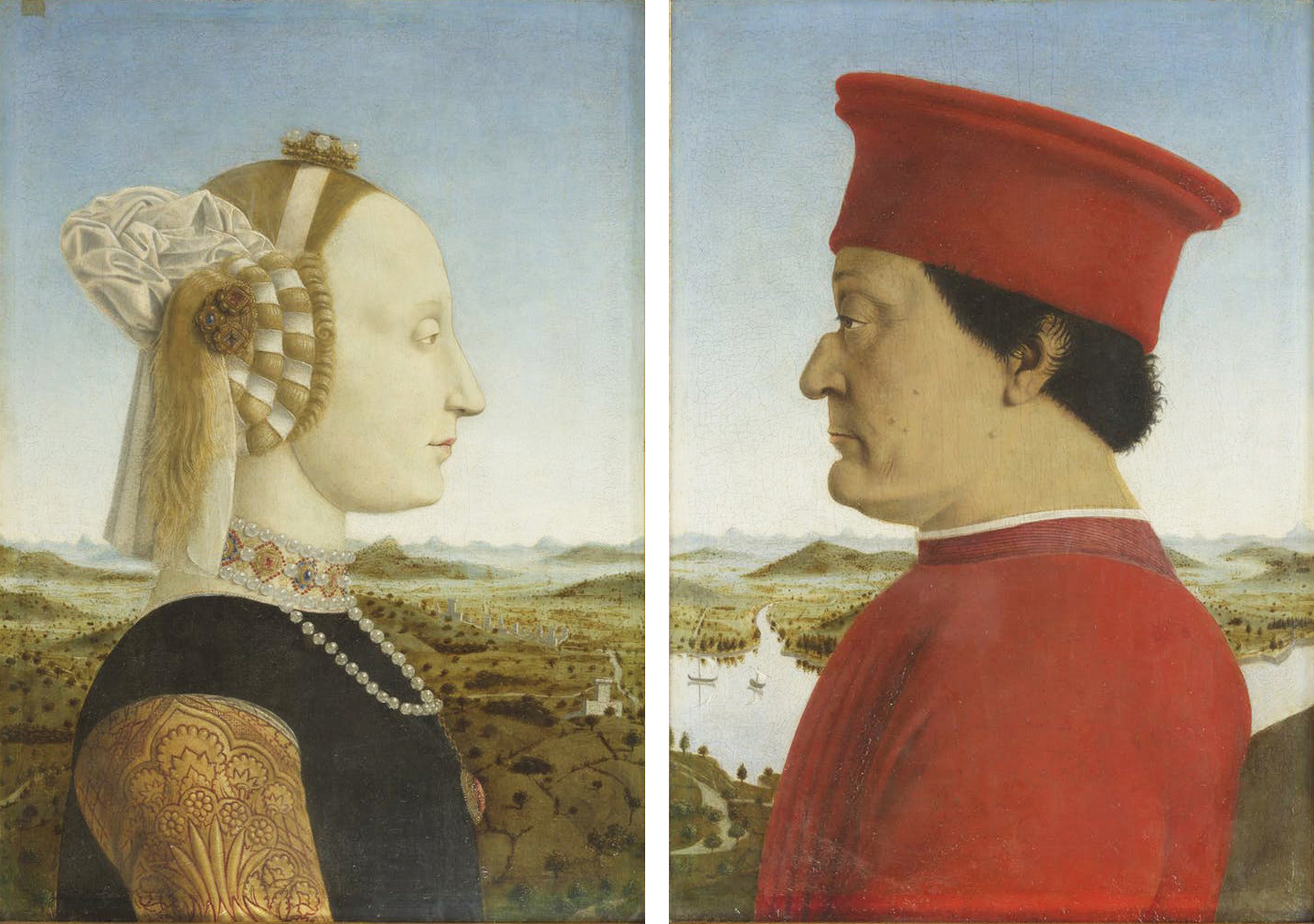
Federico da Montefeltro mit seiner Gattin Battista Sforza, Gemälde von Piero della Francesca

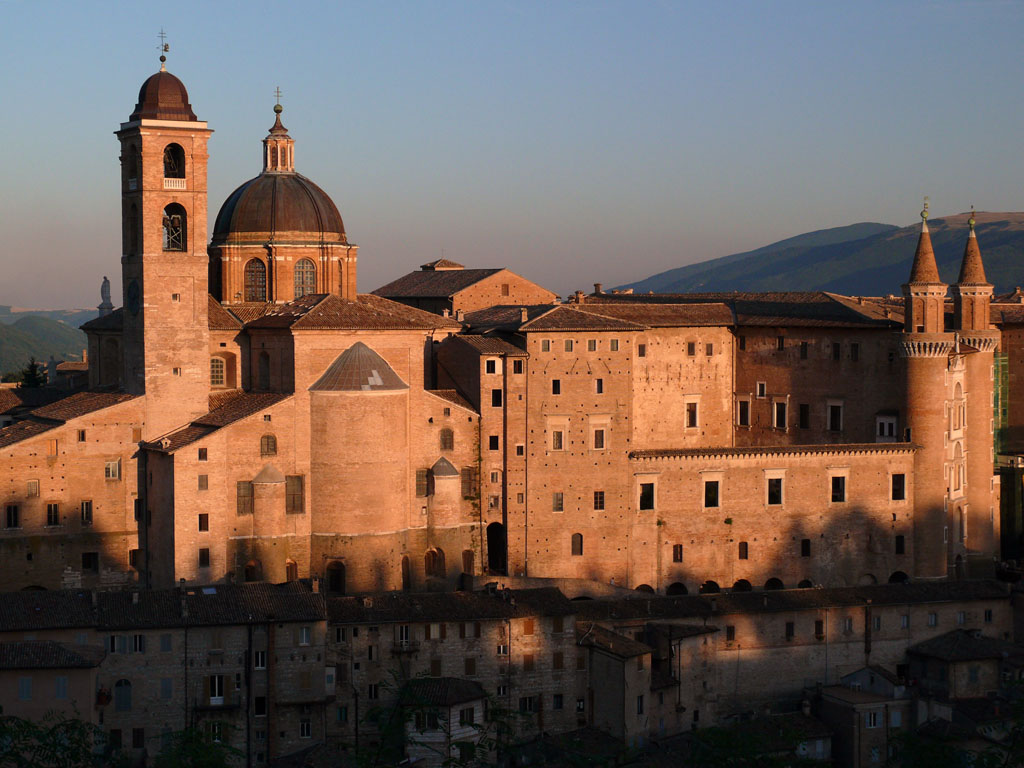
Dom und Palazzo Ducale

Der berühmteste Sohn der Familie Montefeltro war Federico, Herrscher von Urbino von 1444 bis 1482. Er war einer der erfolgreichsten Condottieri seiner Zeit, ein vorsichtiger Diplomat und ein Förderer von Kunst und Literatur. An seinem Hof wirkten Piero della Francesca, Francesco di Giorgio Martini und Raffaels Vater Giovanni Santi. Federico stärkte seine Position durch seine Heirat mit Battista aus der mächtigen Sforza-Familie und die Verheiratung seiner Tochter mit Giovanni della Vore, dem Lieblingsneffen von Papst Sixtus IV., der im Gegenzug Federico den Herzogstitel verlieh.
Ihm folgte sein Sohn Guidobaldo da Montefeltro, der 1489 Elisabetta Gonzaga aus der herrschenden Familie in Mantua heiratete. Beide wurden 1502 von Cesare Borgia aus Urbino ausgewiesen und später enteignet, erhielten das Herzogtum aber nach der Entmachtung der Borgias zurück. Guidobaldo war der letzte Herzog der Montefeltro-Linie. Nach seinem Tod 1508 vererbte er seinen Titel an Francesco Maria I. della Rovere, einen Neffen von Papst Julius II. Bis zum Jahr 1625 wurde Urbino nun von der Dynastie della Rovere regiert.
→siehe auch: Liste der Grafen und Herzöge von Urbino

### Vikariat von Urbino

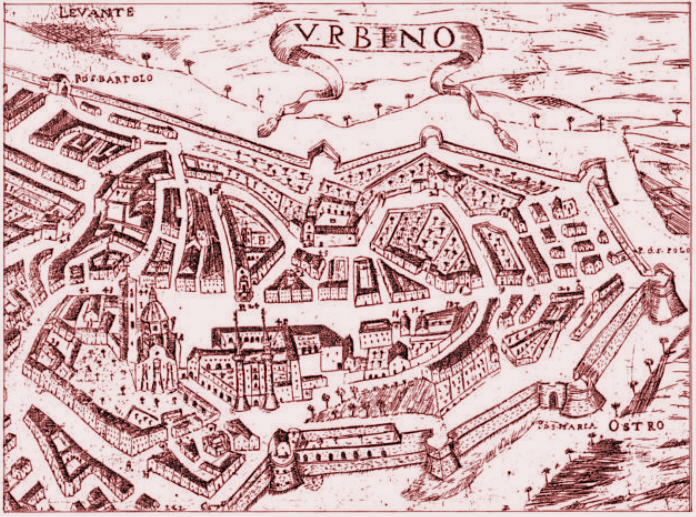
Karte von Urbino (Tommaso Luci, 1689)

Urbino wird nicht nur mit der Stadt, sondern auch mit dem Vikariat von Urbino gleichgesetzt.
Urban VIII. gliederte schließlich 1626 das bis dahin autonome Herzogtum Urbino direkt in die päpstlichen Besitztümer ein, nachdem der kinderlose Francesco Maria II. della Rovere abgedankt hatte. Die große Bibliothek wurde nach Rom verbracht und 1657 in die Bibliothek des Vatikans eingegliedert.

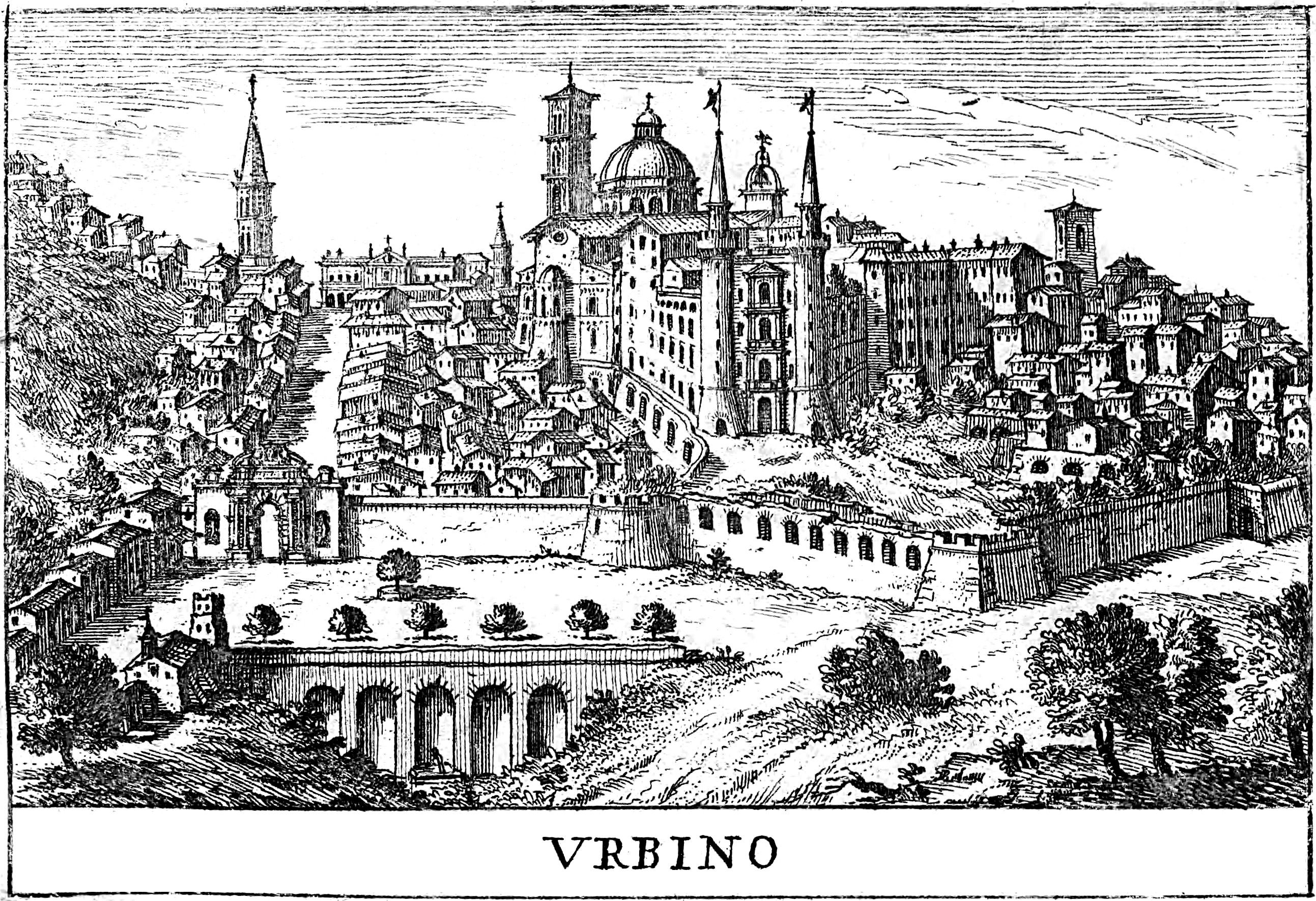
Ansicht von Urbino aus dem Jahr 1707

Politisch war das Vikariat von Urbino ein Teil des Kirchenstaates. Sein Territorium umfasste ungefähr 2700 Quadratkilometer. Es erstreckte sich im Süden bis Gubbio und im Norden bis an die Grenze der Emilia-Romagna. Im Westen wurde es durch den Bergkamm der Trabaria und des Apennin (Tosco Marchigiani), im Osten durch den Fluss Foglia begrenzt. Das Land war überwiegend gebirgiger und hügeliger Natur und bot nur sehr wenige natürliche Rohstoffe. Die Land- und Pferdewirtschaft war gleichfalls gering entwickelt. Die unzugängliche physische Struktur behinderte zudem eine einheitliche Entwicklung des Landes. Die Stadt Urbino war in dieser Zeit entsprechend ihrer geringen wirtschaftlichen Bedeutung als wenig bedeutend einzustufen. Auch politisch war das Land durch verschiedene eigenständige adlige Landherren geteilt. Eine wirkliche Kontrolle über das Vikariat mussten sich die Herren von Urbino immer wieder erkämpfen. Obwohl Urbino nominell zum Kirchenstaat gehörte, war die Bürokratie des Papsttums in wirtschaftlichen und politischen Krisenmomenten faktisch abwesend. Schon allein deswegen musste das Machtvakuum von verschiedenen Adelsfamilien der Region ausgefüllt werden. Zwar hat der Papst immer wieder versucht, die Rivalitäten zwischen den einzelnen Familien für seinen verbliebenen Rest an Einfluss zu nutzen. Diese Politik führte aber zu einer verstärkten Unabhängigkeit der adriatischen Gebiete des Kirchenstaates.
Im Zuge des Risorgimento endete 1860 die Herrschaft des Kirchenstaats über die Marken und Urbino ging schließlich im Königreich Italien auf.
Im Zweiten Weltkrieg lag Urbino an der sogenannten Gotenstellung, der von den deutschen Truppen errichteten Hauptverteidigungslinie, die nach dem Abzug aus Rom im Juni 1944 den Vormarsch der Alliierten aufhalten sollte. In der Stadt hatten zahlreiche Juden Zuflucht gefunden, als am 12. August die deutsche Stadtkommandantur den Befehl zur Verhaftung der Juden erteilte. Am 5. September wurden 30 der Verhafteten am Flugplatz in Forlì von den Deutschen erschossen. Zwölf Tage später wurden dort weitere sieben jüdische Frauen erschossen.
Die Stadt wurde am 28. August 1944 auch mit Unterstützung der Resistenza von Truppen der britischen 8. Armee befreit.

### Erzbischöfe von Urbino
Der erste bekannte Bischof von Urbino war Leontius, der als Bischof von Rimini durch Gregor I. 592 ernannt wurde. Die Kathedrale durfte nicht innerhalb der Mauern errichtet werden. Dies geschah erst 1021 unter Bischof Theodoricus. Der Bischof Oddone Colonna (1380) wurde später zu Papst Martin V.

## Majolika
Die besondere Erde von Urbino, die noch immer für Keramiken und Ziegelfabrikation verwendet wird, ließ die Keramikmanufakturen (botteghe) und deren Glasuren als Majolika weltweit bekannt werden. Die ersten handelsüblichen Irdenwaren wurden ab dem 15. Jahrhundert von Urbino verschickt, nach 1520 förderten die Herzöge der Familie Della Rovere, Francesco Maria I. und sein Nachfolger, Guidobaldo II., die Manufakturen, deren Produkte in ganz Italien als istoriato bekannt wurden. Der Stil der feinen Arabesken und grottesche wurde weltweit bekannt. Am bekanntesten waren die Waren aus der Hand des Sohnes von Nicolo Pilliparios, Guido Fontana.

## Sehenswürdigkeiten

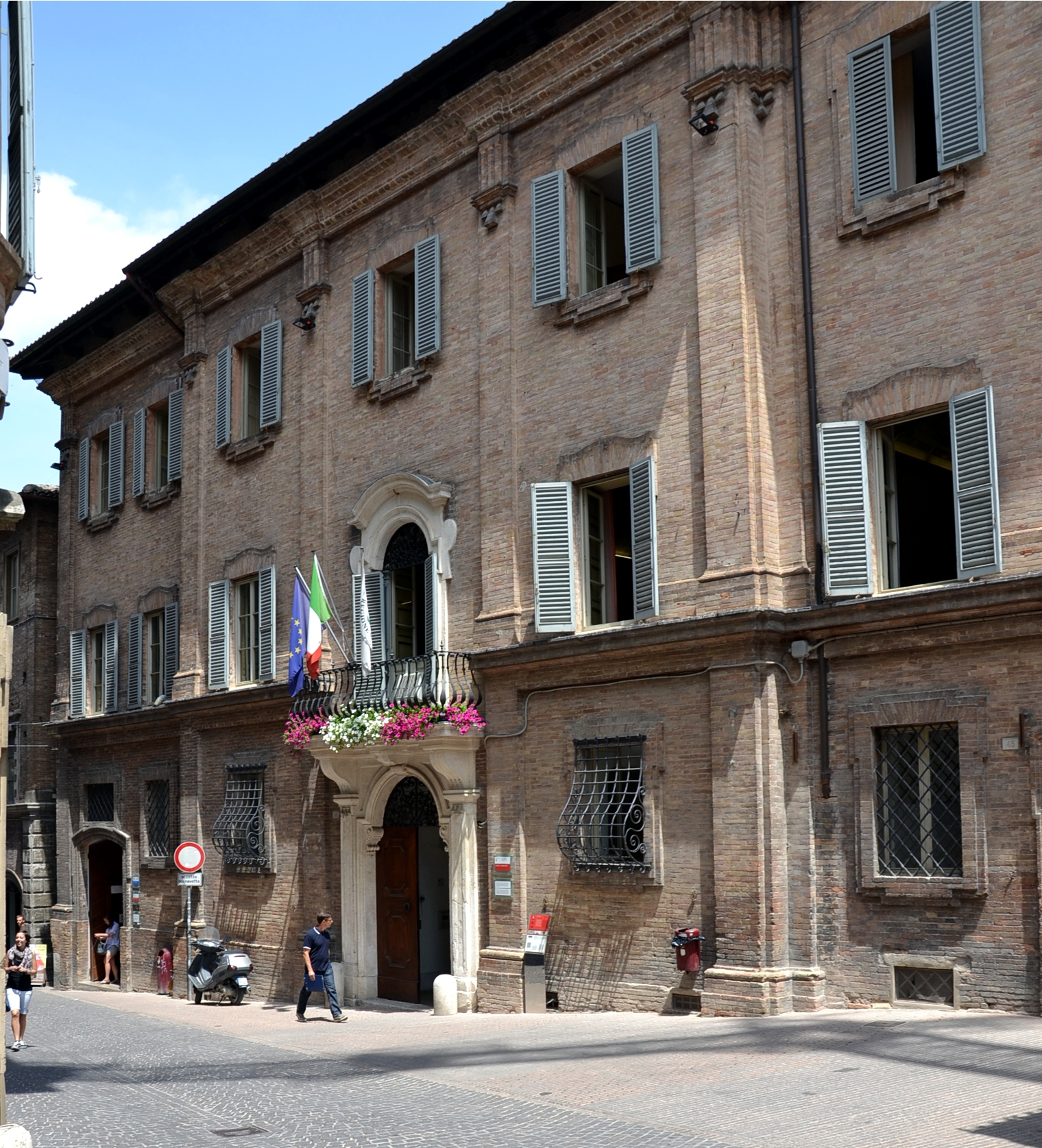
Palast Corboli; errichtet zwischen dem 15. und 16. Jh. und ist derzeit der Sitz der regionalen Bildungsbehörde. Die Familie Corboli ließ sich im 13. Jh. in Urbino nieder; ihr berühmtester Vertreter war Fulvio Corboli Aquilini (1762–1826)

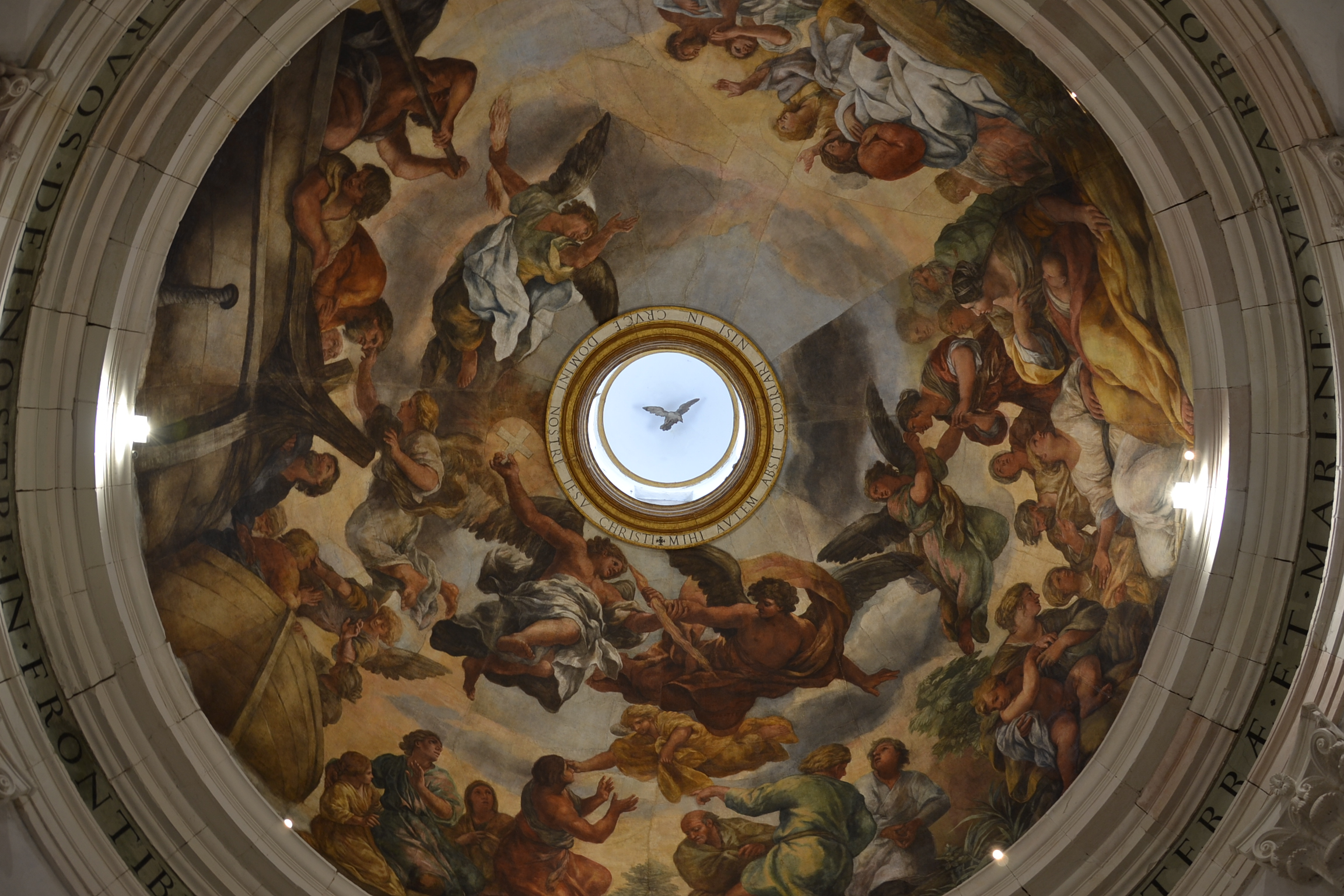
Kuppel der Kapelle des ehemaligen Klosters Santa Chiara

### Der Herzogliche Palast (Palazzo ducale)
Der Palazzo Ducale der Herzöge von Urbino ist das bedeutendste Bauwerk der Stadt. Es wurde unter Federico da Montefeltro von Luciano Laurana, einem dalmatinischen Architekten, errichtet. Laurana war von Filippo Brunelleschis Bauten in Florenz beeindruckt. Der Palast wurde im 20. Jahrhundert teilweise als Regierungsgebäude genutzt.
Er beherbergt die Galleria Nazionale delle Marche, eine der weltweit bedeutendsten Sammlungen der italienischen Renaissance.

### Dom
Der alte Dom fiel 1789 einem Erdbeben zum Opfer. Auf seinen Trümmern wurde der neue Dom Santa Maria Assunta an der Piazza Duca Federico im klassizistischen Stil von dem Architekten Giuseppe Valadier errichtet und 1801 vollendet.

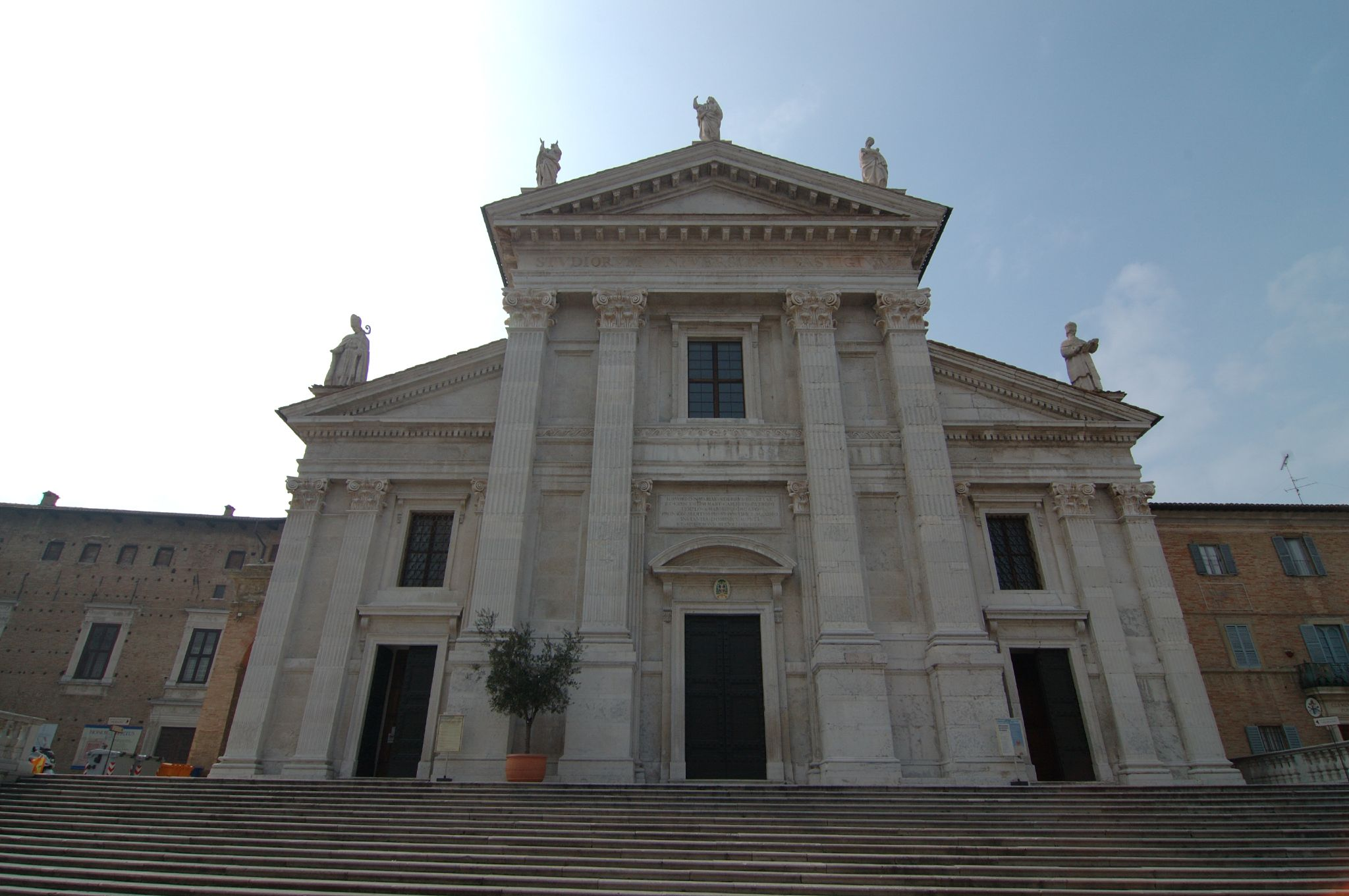
Die Fassade des Doms
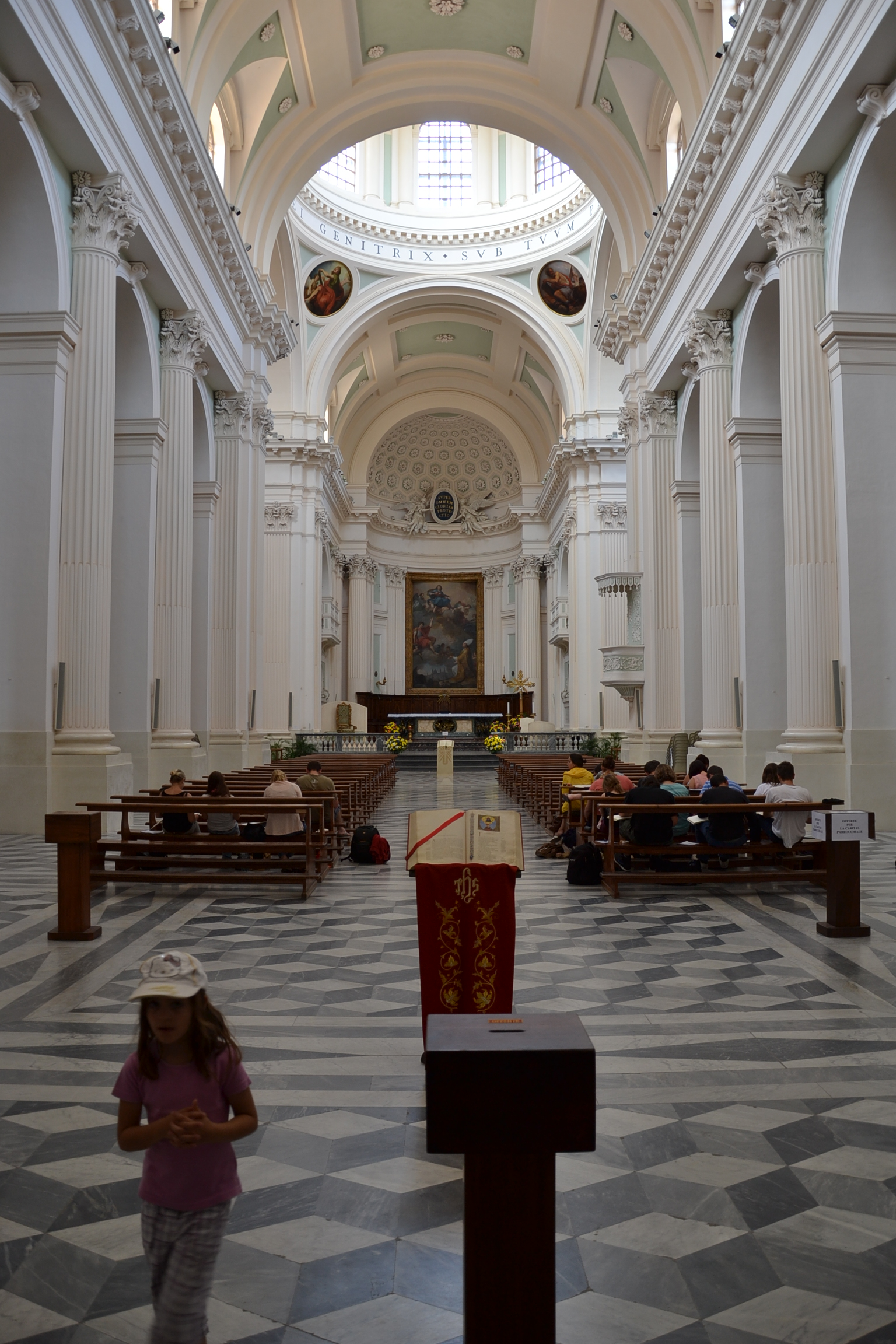
Hauptschiff des Doms
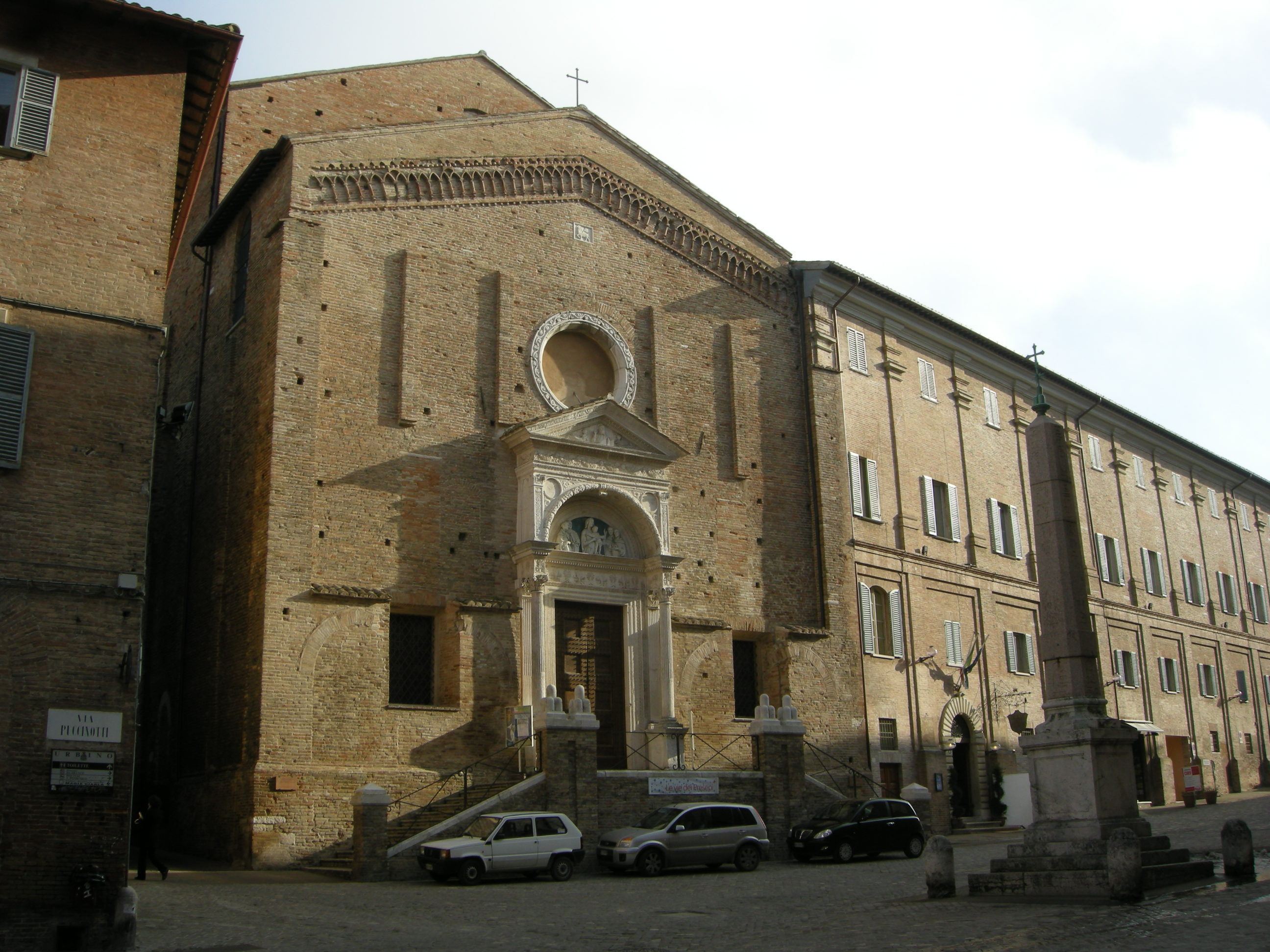
Die Kirche San Domenico
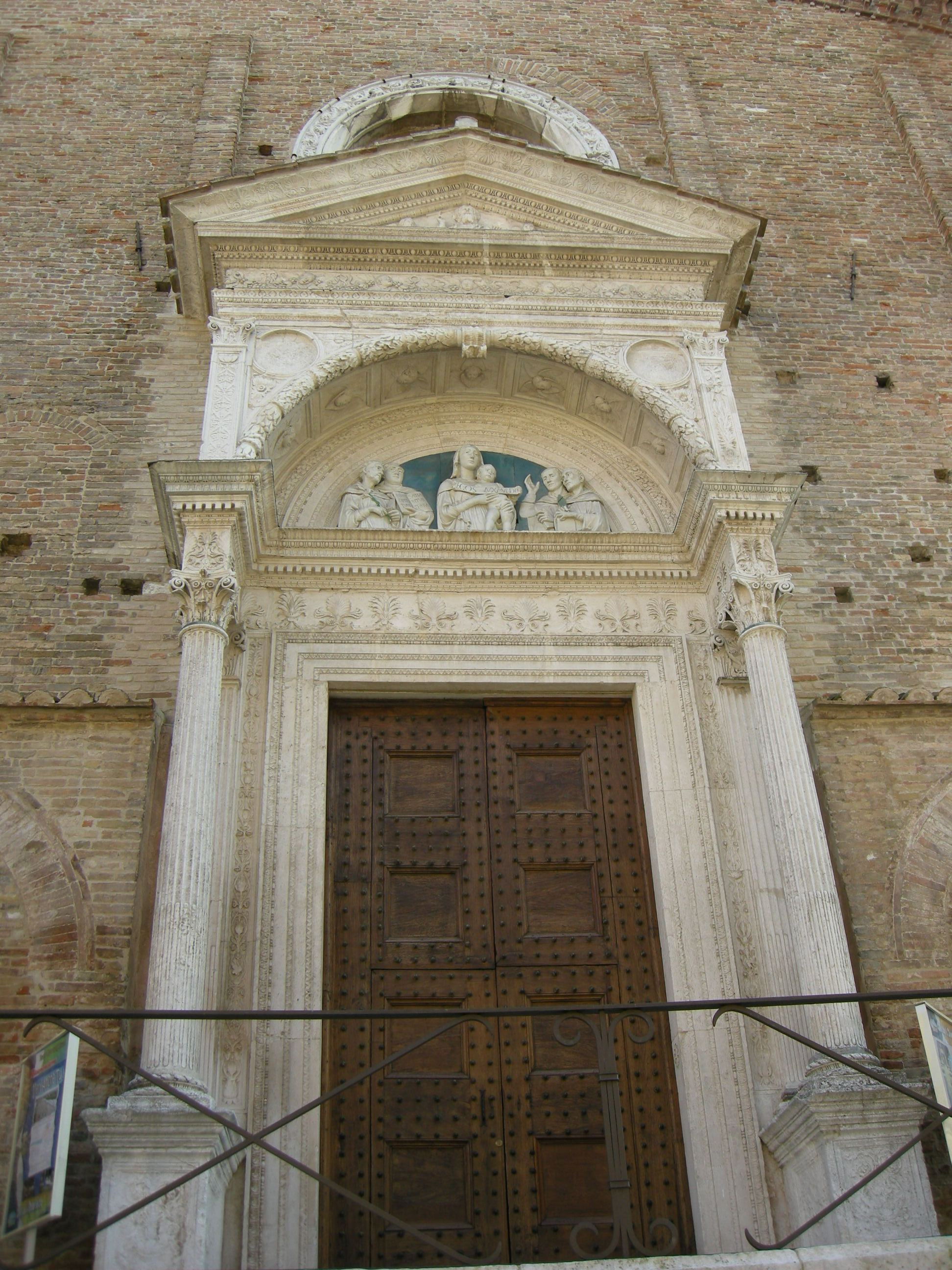
Das Portal von San Domenico

### Kirche San Domenico
Sie liegt gegenüber dem Palazzo Ducale. An dem Renaissanceportal ist die Kopie der Figurengruppe Madonna mit Kind und Heiligen zu sehen. Das Original von Luca della Robbia (1451) befindet sich in der Nationalgalerie im Palazzo Ducale.

### Oratorio di San Giovanni
Die ursprünglich einem Spital zugeordnete Kapelle an der Via Mazzini aus der zweiten Hälfte des 14. Jahrhunderts bekam 1908 eine neugotische Fassade. Das Holzgewölbe des Oratoriums hat die Form eines Schiffsrumpfes. Der Ruhm dieser Kirche rührt von der Ausmalung im Inneren; auf der rechten Wand befinden sich Fresken der in den Marken geborenen Brüder Lorenzo und Jacopo Salimbeni mit Szenen aus dem Leben Johannes’ des Täufers. Auch die Darstellung der Kreuzigung von 1416 über dem Hauptaltar stammt von den Brüdern Salimbeni. Das Ensemble gehört zu den Hauptwerken des Internationalen oder Weichen Stils der Gotik um 1400 in Italien. Ihre Kennzeichen sind spielerische Eleganz, Liebe zum kostbaren Detail und Sinn für Phänomene der Natur und Landschaft.

### Kirche San Francesco
Die Kirche hat eine Vorhalle und einen stattlichen Campanile. Hinter dem linken Seiteneingang befindet sich die Grabplatte der Eltern Raffaels.

### Casa Natale di Raffaello
Das Geburtshaus Raffaels liegt in der Via Raffaello. Es ist eingerichtet mit Mobiliar aus verschiedenen Jahrhunderten und Bildern, meist Kopien bedeutender Werke, aber auch Originale, so in der Sala Grande die Verkündigungsszene von Raffaels Vater Giovanni.

### Kloster Santa Chiara
Das ehemalige Kloster Santa Chiara dient heute als Eingangshalle für die ISIA Urbino, eine Kunsthochschule. Das Kloster wurde nach dem Plan von Francesco di Giorgio Martini errichtet und im 16. und 17. Jahrhundert umgestaltet.

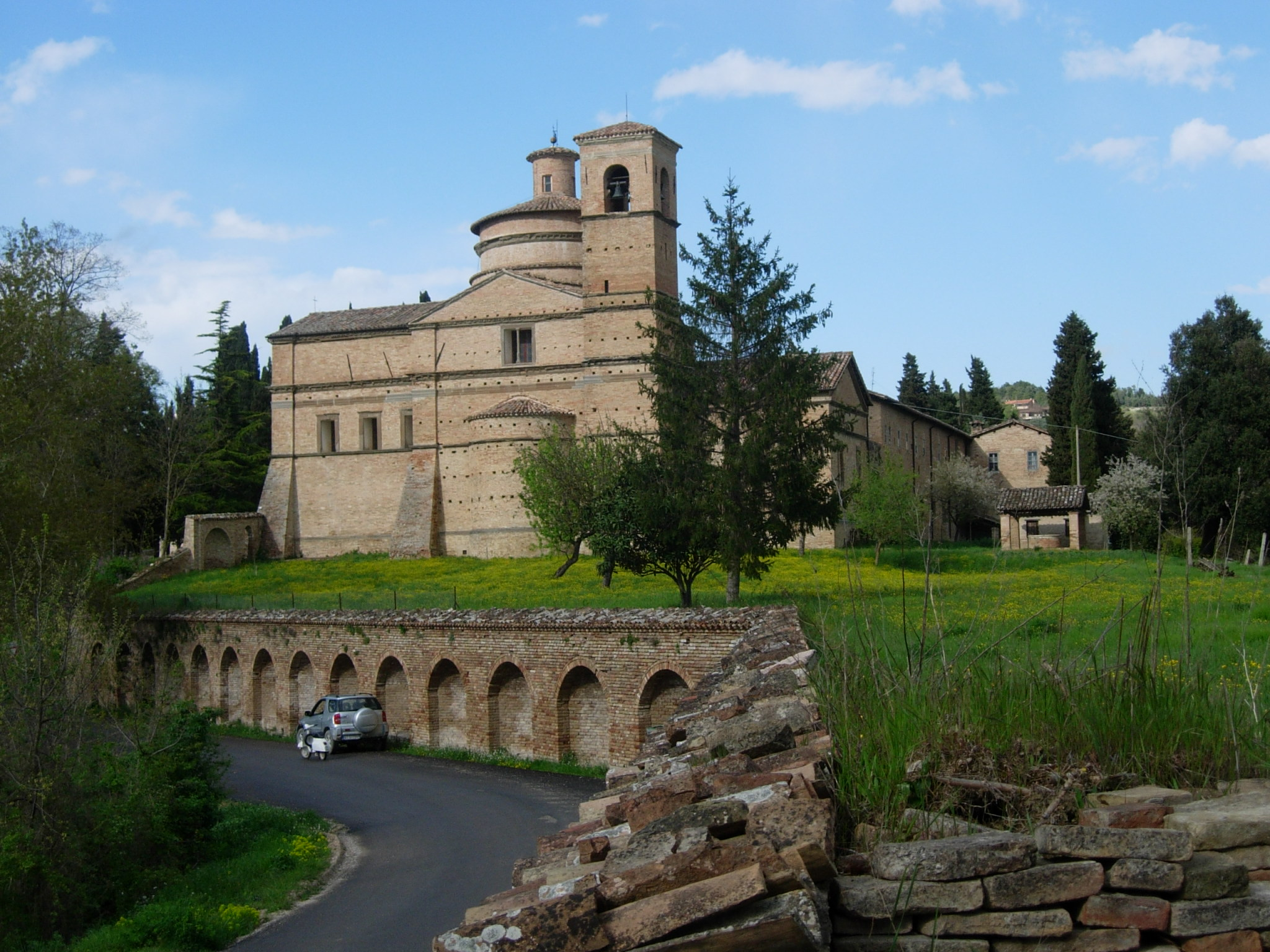
Die Kirche San Bernardino bei Urbino

### San Bernardino
Rund 2,5 km außerhalb der Stadtbebauung liegt die Kirche San Bernardino, die Grablege der Herzöge von Urbino. Der Bau wurde nach einer Vorgabe von Federico da Montefeltro zwischen 1482 und 1491 erbaut, um dem Herzog, seiner Frau und deren Nachkommen als Begräbnisort zu dienen. Architekt war Francesco di Giorgio Martini, der von dem jungen und schon vielversprechenden Donato Bramante unterstützt wurde.
Bis 1840 befand sich in der Kirche ein Altarbild Piero della Francescas, die Pala Montefeltro, welche heute in der Pinacoteca di Brera in Mailand aufbewahrt wird.

## Persönlichkeiten
In Urbino geboren

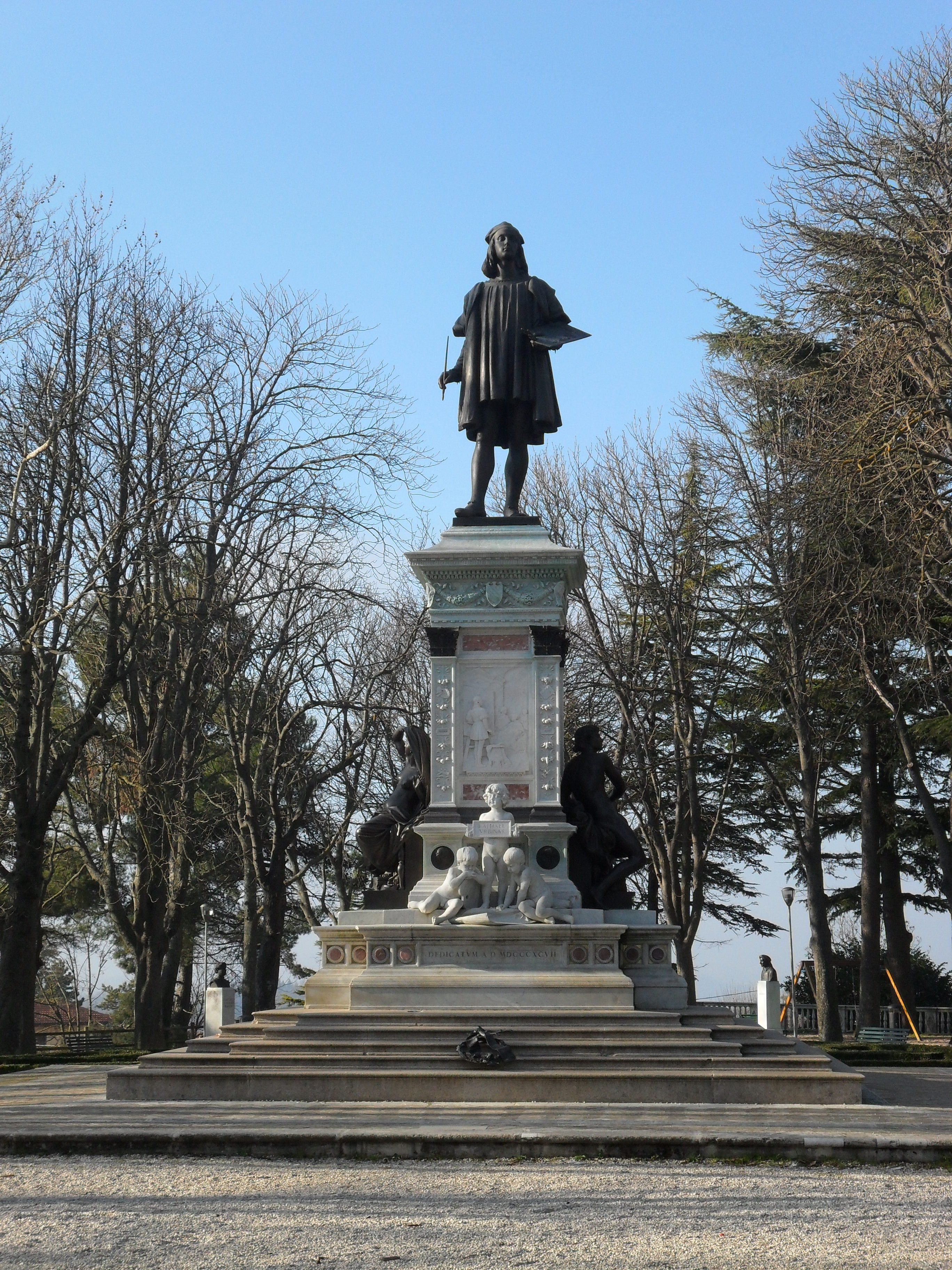
Denkmal für Raffael in Urbino

- Battista Malatesta (1384–1448), Dichterin
- Seraphina Sforza (1434–1478), Adelige und Nonne
- Bartolomeo di Gentile (um 1465–um 1534), Maler
- Timoteo Viti (1469–1523), Maler
- Polydor Vergil (um 1470–1555), bedeutender Humanist
- Girolamo Genga (um 1476–1551), Maler, Architekt und Bildhauer
- Raffael (Raffaello Santi) (1483–1520), Maler und Baumeister der Hochrenaissance
- Baldassare Lanci (1510–1571), Künstler und Architekt
- Girolamo Cavazzoni (um 1520–nach 1577), Komponist und Organist
- Federico Barocci (1526/1535–1612), Maler
- Simone Genga (um 1530–1601), Militär-Ingenieur und Architekt
- Bernardino Baldi (1553–1617), Mathematiker
- Antonio Viviani (1560–1620), Maler und Freskant
- Raffaele Fabretti (1620–1700),  Historiker und Archäologe
- Clemens XI. (1649–1721), Papst von 1700 bis 1721
- Domenico Riviera (1671–1752), Kardinal
- Annibale Albani (1682–1751), Kardinal
- Alessandro Albani (1692–1779), Kardinal
- Castruccio Castracane degli Antelminelli (1779–1852), Kardinal
- Paolo Rossi (1923–2012), Philosoph und Wissenschaftshistoriker
- Paolo Volponi (1924–1994), Schriftsteller
- Eugenio Lazzarini (* 1945), Motorradrennfahrer
- Jessica Moore (* 1967), Schauspielerin
- Valentino Rossi (* 1979), Motorradrennfahrer
- Raphael Gualazzi (* 1981), Sänger und Pianist
- Luca Pierfelici (* 1983), Radrennfahrer
- Stefano Sensi (* 1995), Fußballspieler
- Luca Marini (* 1997), Motorradrennfahrer

Mit der Stadt verbunden
- Luciano Laurana (um 1420–1479), Architekt der Frührenaissance und Baumeister des Herzogspalasts in Urbino
- Giovanni Santi (um 1435–1494), Maler, in Urbino tätig und auch hier gestorben, Vater Raffaels
- Ottaviano dei Petrucci (1466–1539), Buchdrucker und Musikverleger, wurde am Hof von Urbino erzogen
- Baldassare Castiglione (1478–1529), Diplomat und Schriftsteller, stand im Dienst von Guidobaldo da Montefeltro und nimmt in seinem Buch Il Libro del Cortegiano Bezug auf den Hof von Urbino
- Lorenzo di Piero de’ Medici (1492–1519), von 1516 bis 1519 Herzog von Urbino
- Pietro Filippo Scarlatti (1679–1750), von 1705 bis 1708 Chorleiter der Kathedrale zu Urbino
- Pasquale Rotondi (1909–1991), Kunsthistoriker und Restaurator, wirkte von 1939 bis 1949 als Kurator in Urbino und rettete während des Zweiten Weltkrieges tausende italienischer Kunstschätze vor Zerstörung und Diebstahl